# Полоксвил (Северна Каролина)
Полоксвил (енгл. Pollocksville) град је у америчкој савезној држави Северна Каролина.

## Демографија
По попису из 2010. године број становника је 311, што је 42 (15,6%) становника више него 2000. године.
| Група             | 2000.       | 2010.       |
| Белци             | 212 (78,8%) | 212 (68,2%) |
| Афроамериканци    | 54 (20,1%)  | 89 (28,6%)  |
| Азијати           | 0 (0,0%)    | 0 (0,0%)    |
| Хиспаноамериканци | 2 (0,7%)    | 3 (1,0%)    |
| Укупно            | 269         | 311         |